# Киргизький державний технічний університет
Киргизький державний технічний університет (кирг. Кыргыз Мамлекеттик Техникалык Университети; КДТУ) — державний вищий навчальний заклад IV рівня акредитації, розташований у Бішкеку (Киргизстан). Виш носить ім'я Героя Киргизької Республіки Ісхака Раззакова.

## Історія
1953 року було створено технічний факультет при Киргизькому державному університеті. Вже 1 вересня 1954 року було уворено Фрунзенський політехнічний інститут, першим ректором якого став професор Георгій Сухомлинов.
На той час підготовка здійснювалась на 12 факультетах і 60 кафедрах, де навчались 13 тисяч студентів за 26 спеціальностями. В штаті вишу було 350 викладачів.
1992 року навчальний заклад було переформовано в Киргизький державний технічний університет і надано ім'я колишнього керівника ЦК Компартії Киргизької РСР Ісхака Раззакова.

## Структура
Факультети
- технологічний
- транспорту й машинобудування
- інформаційних технологій
- енергетичний
- геолого-розвідувальний
- Киргизько-Німецький технічний
- гірничо-металургійний
- еколого-економічний

Освітні інститути
- Інститут електроніки й телекомунікацій
- Інститут гірничої справи та гірничих технологій
- Киргизько-Російський інститут спільних освітніх програм
- Інститут дистанційного навчання
- Інститут управління та бізнесу
- Киргизько-Німецький технічний інститут
- Кара-Балтський технологічний інститут
- Кара-Кульський технологічний інститут
- Кизил-Кійський інститут природокористування й геотехнологій
- Токмакський технічний інститут

Науково-дослідні інститути
- НДІ фізико-технічних проблем
- науково-дослідний хіміко-технологічний інститут
- НДІ енергетики
- Киргизький інститут мінеральної сировини

Інші підрозділи
- відділення середньої професійної освіти
- ліцей
- бібліотечно-інформаційний центр
- музей-виставка
- Киргизько-Корейський центр інформаційного доступу